# 中国铁路呼和浩特局集团
中国铁路呼和浩特局集团有限公司，原名呼和浩特铁路局，是中国国家铁路集团下属公司，管辖范围包括内蒙古自治区的中部、西部地区。原呼和浩特铁路局辖区内共有135个车站。
内蒙古自治区内，集宁南以东通辽市以西归呼和浩特铁路局管内合资铁路公司-集通铁路公司管辖，赤峰市以南通辽市以东的铁路线归沈阳铁路局管辖，兴安盟以北地区的铁路线归哈尔滨铁路局管辖。敦煌铁路额济纳旗支线归兰州铁路局管辖。

## 沿革
1995年，呼和浩特铁路局进行了工商登记。

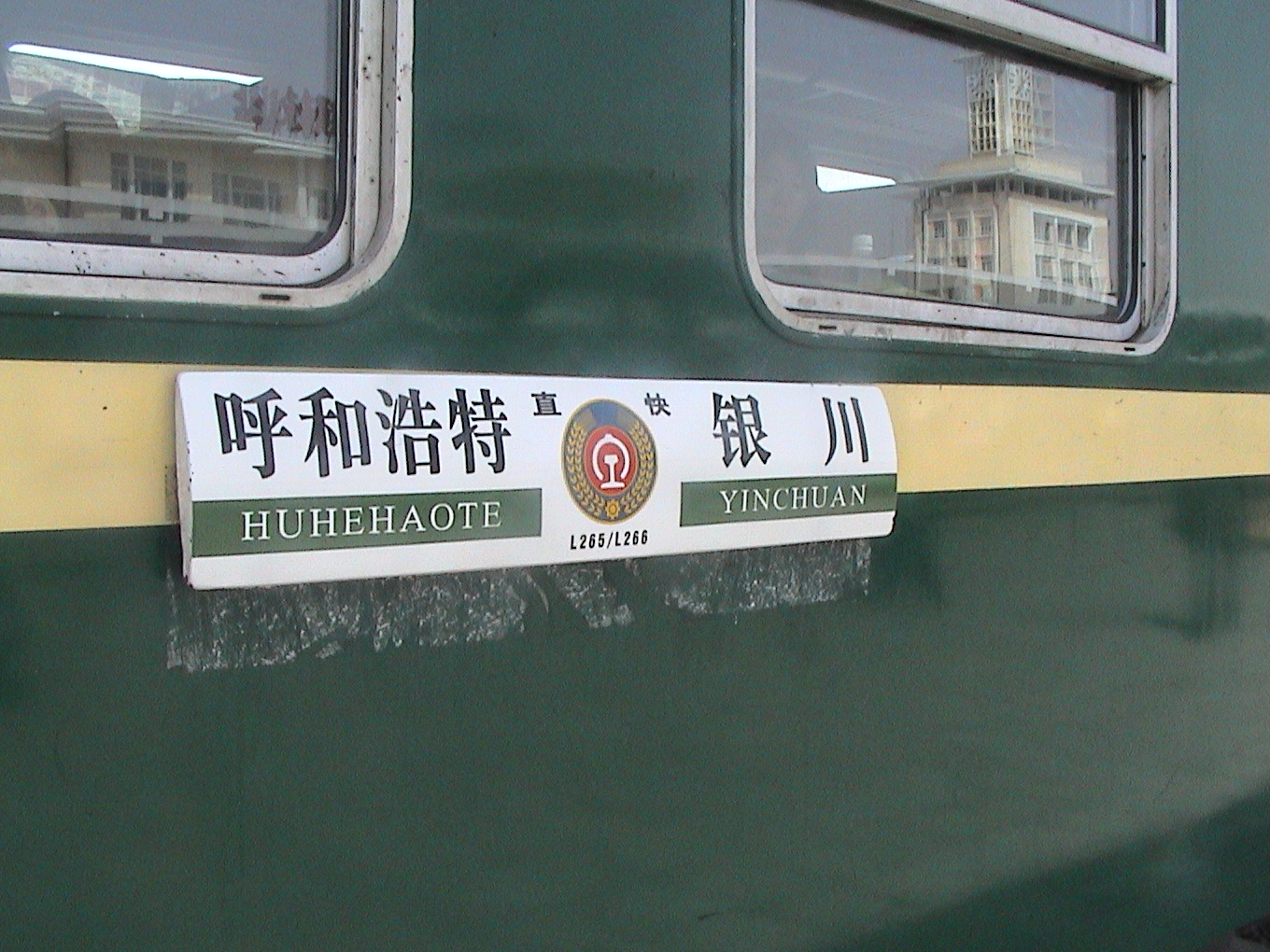
呼和浩特到銀川的普通車

2017年11月4日，济南、乌鲁木齐、南昌、北京、哈尔滨、武汉、郑州、上海、呼和浩特、昆明、青藏铁路公司等11家铁路局（公司）的名称变更通过国家工商行政管理总局核准，呼和浩特铁路局名称变更为中国铁路呼和浩特局集团有限公司（(国)名称变核内字[2017]第5290号）。
2017年11月17日，在国家企业信用信息公示系统中，中国铁路呼和浩特局集团有限公司已完成工商登记变更。工商登记变更后，中国铁路呼和浩特局集团有限公司仍为中国铁路总公司100%控股的公司，公司由原先的全民所有制企业变成有限责任公司（非自然人投资或控股的法人独资）企业，注册资本由原先的544.87856亿元变更为482.599亿元人民币，经营范围增加房地产开发经营等。
2017年11月19日，中国铁路呼和浩特局集团有限公司正式挂牌。

## 机构设置
中国铁路呼和浩特局集团有限公司设置下列站段：

### 直属车站
- 呼和浩特站
- 呼和浩特东站
- 包头站
- 包头东站
- 包头西站
- 集宁站

### 车务段
- 包头车务段
- 集宁车务段
- 乌海车务段

### 动车段
- 呼和浩特动车运用所

### 客运段
- 包头客运段

### 机务段
- 包头西机务段
- 呼和浩特机务段

### 供电段
- 呼和浩特供电段
- 包头供电段

### 电务段
- 呼和浩特电务段
- 包头电务段

### 车辆段
- 包头车辆段（客车段）
- 包头西车辆段
- 集宁车辆段

### 工务段
- 呼和浩特工务段
- 包头工务段
- 乌海工务段
- 集宁工务段

### 工务机械段
- 呼和浩特工务机械段

### 物资供应段
- 呼和浩特物资供应段
- 集宁物资供应段
- 包头物资供应段

## 历任领导
呼和浩特铁路局
| 局长 - 罗金宝（2006年8月—2007年5月） - 林奋强（2007年5月—2011年6月） - 杨宇栋（2011年6月—2013年1月） - 费东斌（2013年1月—2016年5月） - 张骥翼（2016年5月—2017年） | 党委书记 - 张建国（？—2016年4月） - 柴随周（2016年4月—2017年） |

中国铁路呼和浩特局集团有限公司
| 董事长 - 张骥翼（2017年—） | 总经理 - [[]]（2017年—） | 党委书记 |

## 管辖范围
呼和浩特局集团公司分别与北京、太原、沈阳、西安、兰州、乌鲁木齐局集团公司毗邻，北面与蒙古国接轨。其中唐包线（曹妃甸北—包头东），与北京局相连，分界位置为小蒜沟与友谊水库站间（K591＋000）；京包线（昌平—台阁牧）与太原局相连，分界位置为古店站与孤山站间（K380＋500）；集通线（贲红—通辽）与沈阳局相连，分界位置为哲里木与通辽站间（K943＋966）；锡乌线（锡林浩特—霍林河）与沈阳局相连，分界位置为海彦呼都格站霍林河方向出站信号机（K19＋332）；锡二线（海彦呼都格—西里）与沈阳局相连，分界位置为海彦呼都格站西里方向出站信号机（K1＋159）；包兰线（包头东—兰州）与兰州局相连，分界位置为乌海西与惠农站间（K423＋000）；包西线（包头—西安）与西安局相连，分界位置为新街与中鸡站间（K176＋923）；临哈线（临河—哈密）与乌鲁木齐局相连，分界位置为明水与梧桐水站间（K1115＋100）；集二线（集宁—二连）与蒙古国接轨，分界位置为二连站至蒙古国扎门乌德站间（K335＋630）。
干线
- 京包线（昌平—台阁牧）：全长656.872公里，管内长272.566公里（双线）。
- 包兰线（包头东—兰州）：全长989.8公里，管内长422.868公里（双线）。
- 唐包线（曹妃甸北—包头东）：全长1017.819公里，管内长421.192公里（双线）。
- 京包客专线（北京北—包头西）: 管内长419.589公里（双线）。
- 集二线（集宁—二连）：[全长335.699公里（其中集宁—贲红，双线35.796公里；贲红—二连，单线294.528公里；二连—国界，单线宽轨5.375公里）。
- 临哈线（临河—哈密）：，全长1327.340公里，管内长1115.100公里（单线）。
- 集通线（贲红—通辽）：管内长940.723公里（单/双线）。
- 包西线（包头—西安）：全长845公里，管内长173.650公里（双线）。
- 呼鄂线（台阁牧—鄂尔多斯）: 全长220.098公里（双线）。

支线
- 包白线
- 包石线
- 包环线
- 乌吉线
- 海公线
- 郭查线
- 包神线
- 呼准线
- 锡多线（归呼和浩特铁路局管内合资铁路公司内蒙古集通铁路公司管辖）